# Patrick Mahomes
Patrick Lavon Mahomes II (Tyler, Texas; els Estats Units 17 de setembre de 1995) també conegut com a Patrick Mahomes o Pat Mahomes, és un jugador professional de futbol americà. Juga en la posició de quarterback i actualment milita als Kansas City Chiefs de la National Football League (NFL), és considerat un dels millors mariscals de camp de tots els temps en la història de la lliga.
Va jugar al nivell universitari a Texas Tech i va ser seleccionat pels Chiefs en la desena posició global del Draft de la NFL de 2017. Després d'un any com a suplent d'Alex Smith, es va convertir en el quarterback titular de l'equip en 2018. Aquesta temporada va ser nomenat MVP després d'aconseguir 5097 iardes de passada i 50 touchdowns. A l'any següent va conduir a la franquícia de Kansas al seu primer títol de Super Bowl des de 1969 després de derrotar els San Francisco 49ers en el Super Bowl LIV.

## Biografia
Mahomes és d'origen afroamericà. Al setembre de 2020 es va fer públic que seria pare per primera vegada juntament amb la seva promesa Brittany Matthews. La seva primera filla, Sterling Skye, va néixer el 20 de febrer de 2021. Al maig de 2022 van anunciar que serien pares per segona vegada. El 28 de novembre de 2022 va néixer el seu fill, Patrick ‘Bronze’ Lavon Mahomes III.

## Carrera

### Institut
Va assistir a Whitehouse High School en Whitehouse, Texas. Va jugar al futbol americà, beisbol i bàsquet. En el futbol americà, va registrar 4.619 iardes aèries, 50 touchdowns per passada, 948 iardes terrestres i 15 touchdowns com a sènior. En el beisbol, va llançar un joc sense hits amb 16 ponxos en un joc en el seu últim any. Va ser nomenat atleta masculí Maxpreps de l'any per a 2013-2014.
Mahomes va ser qualificat com un recluta de futbol de tres estrelles i va ser classificat com el 12° millor quarterback de doble amenaça de la seva classe. Es va comprometre amb la Universitat Tecnològica de Texas (Texas Tech). Mahomes també va ser un dels millors prospectes per al draft de beisbol de les Grans Lligues, però no s'esperava que fos seleccionat en una posició alta a causa del seu compromís amb Texas Tech. Va ser seleccionat pels Tigres de Detroit en la ronda 37, però no va signar.

### Universitat

#### Freshman
Mahomes va ingressar a la seva temporada de primer any com a suplent de Davis Webb. Va jugar per primera vegada en la seva carrera contra Oklahoma State després que Webb va deixar la trobada per una lesió, completant dues de cinc passis per a 20 iardes amb un touchdown i una intercepció. Després que Webb es lesionés de nou, Mahomes va iniciar el seu primer joc de contra Texas. Va completar 13 de 21 passis per a 109 iardes en el joc, i continuaria sent l'obridor dels últims tres jocs després d'això. Contra Baylor, va registrar un rècord de la conferència Big 12 per a un jugador de primer any, en llançar 598 iardes amb sis touchdowns i una intercepció. Per a la temporada, va passar per a 1,547 iardes i 16 touchdowns amb quatre intercepcions.
Mahomes va dividir el seu temps amb l'equip de beisbol de Texas Tech, on va ser llançador rellevista.

#### Sophomore
Mahomes va començar la seva segona temporada a Texas Tech com a titular en el lloc de mariscal de camp. En el primer joc de la temporada 2015, va passar per a 425 iardes i quatre touchdowns en una victòria per 59-45 sobre Sam Houston State University. Va seguir amb una actuació de passada de 361 iardes contra UTEP (El Pas), llançant per a quatre touchdowns i corrent per a dos en la victòria de Tech 69-20 sobre els Miners. Contra TCU, Mahomes va passar per a 392 iardes i dues touchdowns en la derrota 55-52. En general, en la temporada 2015, va acabar amb 4,653 iardes, 36 touchdowns i 15 intercepcions.

#### Júnior
Abans de l'inici de la temporada 2016, Mahomes va anunciar que deixaria l'equip de beisbol per a concentrar-se en el futbol durant tota la temporada.
El 22 d'octubre de 2016, va establir múltiples registres de la NCAA, Big 12 i la universitat contra Oklahoma a casa. Va trencar els registres de la NCAA FBS per ofensiva total d'un sol joc amb 819 iardes. També va empatar el rècord de la NCAA per a iardes per passada amb 734. Es va quedar curt en la majoria d'intents en 88. En general, el joc va establir rècords de la NCAA per a la majoria de iardes combinades d'ofensiva total amb 1.708 iardes aèries combinades i total ofensiva per dos jugadors (l'altre és el mariscal de camp d'Oklahoma Baker Mayfield). Els 125 punts combinats són la major quantitat entre tots els equips classificats.
Mahomes acabaria la temporada liderant al país en iardes per joc (421), iardes aèries (5,052), ofensiva total (5,312), punts (318) i touchdowns totals (53). Per la seva actuació, va ser guardonat amb el trofeu Sammy Baugh, atorgat anualment al millor passador universitari del país, unint-se a l'entrenador en cap Kliff Kingsbury, Graham Harrell i B.J. Symons com altres Xarxa Raiders que van guanyar el premi. També va ser nomenat al Segon Equip Acadèmic All-American pels Directors d'Informació Esportiva Universitària d'Amèrica.
Mahomes va anunciar el 3 de gener de 2017 que renunciaria al seu últim any d'elegibilitat per a la universitat i entraria en el draft de la NFL.

### NFL

#### Kansas City Chiefs

##### 2017: Suplent d'Alex Smith
Els Kansas City Chiefs van seleccionar a Mahomes en la primera ronda (desè general) del Draft de la NFL de 2017. Els Buffalo Bills havien intercanviat aquesta desena selecció global amb els Chiefs per la seva selecció de primera ronda, selecció hereva tercera ronda i la selecció de primera ronda dels Chiefs en el Draft de la NFL de 2018. Va ser el primer mariscal de camp seleccionat pels Chiefs en la primera ronda des que van seleccionar a Todd Blackledge com setè general en el Draft de la NFL de 1983.
El 20 de juliol de 2017, els Chiefs van signar a Mahomes a un contracte de quatre anys totalment garantit per $16.4 milions que va incloure un bo per signar de $10.1 milions.
El 27 de desembre de 2017, els Chiefs van anunciar que com a quarts sembrats per a la postemporada, descansarien a l'obridor Alex Smith i li donarien a Mahomes la seva primera obertura en el joc de la Setmana 17 contra els Denver Bastos. Mahomes va jugar la major part del joc i va ajudar als Chiefs a una victòria de 27-24, i va completar 22 de 35 passis per a 284 iardes amb una intercepció.

##### 2018: Titular i MVP
Al març de 2018 els Chiefs van traspassar a Alex Smith als Washington Redskins a canvi de Kendall Fuller i un pick de tercera ronda del Draft de la NFL d'aquest any. L'operació, acordada a la fi de gener, convertia definitivament a Mahomes en el quarterback titular de l'equip.

##### 2019: Primer títol de Super Bowl
El 2 de febrer de 2020 aconsegueix el seu primer anell del Super Bowl en imposar-se els Kansas City Chiefs a San Francisco 49ers, per 31 a 20. Sent el segon quarterback en la història a aconseguir el trofeu Vince Lombardi abans dels 25 anys.
Segons ha transcendit, la seva renovació de contracte li reportarà al voltant de 500 milions de dòlars en deu anys,superant així l'anterior rècord en possessió del jugador de beisbol Mike Trout, el salari del qual s'estima en 426 milions de dòlars per dotze anys.

#### 2022: Novament en el Super Bowl
El 12 de febrer de 2023 novament va guanyar el Superbowl i va ser nomenat MVP del partit.

#### 2023: Tercer Super Bowl i MVP
Es va dur a terme l'11 de febrer de 2024 en el Allegiant Stadium de Paradise, Nevada. els Chiefs van obtenir la victòria en dues Super Bowls consecutius, un assoliment que no s'havia registrat des dels Patriots fa 19 anys. Aquest va ser el tercer campionat de Patrick Mahomes.

## Estadístiques
|         | Líder de la lliga                                        |
|         | Denota temporada en la qual va ser campió del Super Bowl |
| Negreta | Màxim de carrera                                         |

### Temporada regular
| Año   | Equipo | Partidos | Partidos | Partidos | Pase  | Pase  | Pase | Pase   | Pase | Pase | Pase | Pase  | Carrera | Carrera | Carrera | Carrera |
| Año   | Equipo | PJ       | PT       | Récord   | Comp  | Att   | Pct  | Yds    | Avg  | TD   | Int  | Rate  | Att     | Yds     | Avg     | TD      |
| ----- | ------ | -------- | -------- | -------- | ----- | ----- | ---- | ------ | ---- | ---- | ---- | ----- | ------- | ------- | ------- | ------- |
| 2017  | KC     | 1        | 1        |          | 22    | 35    | 62.9 | 284    | 8.1  | 0    | 1    | 76.4  | 7       | 10      | 1.4     | 0       |
| 2018  | KC     | 16       | 16       | 12-4     | 383   | 580   | 66.0 | 5,097  | 8.8  | 50   | 12   | 113.8 | 60      | 272     | 4.5     | 2       |
| 2019  | KC     | 14       | 14       | 12-4     | 319   | 484   | 65.9 | 4,031  | 8.3  | 26   | 5    | 105.3 | 43      | 218     | 5.5     | 2       |
| 2020  | KC     | 15       | 15       | 14−1     | 390   | 588   | 66.3 | 4,740  | 8.1  | 38   | 6    | 108.2 | 62      | 308     | 5.0     | 2       |
| 2021  | KC     | 17       | 17       | 12−5     | 436   | 658   | 66.3 | 4,839  | 7.4  | 37   | 13   | 98.5  | 66      | 381     | 5.8     | 4       |
| 2022  | KC     | 17       | 17       | 14-3     | 435   | 648   | 67.1 | 5,250  | 8.1  | 41   | 12   | 105.2 | 61      | 358     | 5.9     | 4       |
| 2023  | KC     | 16       | 16       | 11-6     | 401   | 597   | 67.2 | 4,183  | 7.0  | 27   | 14   | 92.6  | 75      | 389     | 5.2     | 0       |
| Total | Total  | 96       | 96       | 75−22    | 2,386 | 3,590 | 66.5 | 28,424 | 7.9  | 219  | 63   | 106.0 | 251     | 1,253   | 5.0     | 8       |

### Playoffs
| Año   | Equipo | Partidos | Partidos | Partidos | Pase | Pase | Pase | Pase  | Pase | Pase | Pase | Pase  | Carrera | Carrera | Carrera | Carrera |
| Año   | Equipo | PJ       | PT       | Record   | Cmp  | Att  | Pct  | Yds   | Y/A  | TD   | Int  | Rtg   | Att     | Yds     | Avg     | TD      |
| ----- | ------ | -------- | -------- | -------- | ---- | ---- | ---- | ----- | ---- | ---- | ---- | ----- | ------- | ------- | ------- | ------- |
| 2018  | KC     | 2        | 2        | 1-1      | 43   | 72   | 59.7 | 573   | 8.0  | 3    | 0    | 98.9  | 5       | 19      | 3.8     | 1       |
| 2019  | KC     | 3        | 3        | 3-0      | 72   | 112  | 64.2 | 901   | 8.3  | 10   | 2    | 111.5 | 24      | 135     | 5.6     | 2       |
| 2020  | KC     | 3        | 3        | 2-1      | 76   | 117  | 65.0 | 850   | 7.3  | 4    | 2    | 90.8  | 13      | 52      | 4.0     | 1       |
| 2021  | KC     | 3        | 3        | 2-1      | 89   | 122  | 73.0 | 1,057 | 8.7  | 11   | 3    | 118.8 | 13      | 117     | 9.0     | 1       |
| 2022  | KC     | 3        | 3        | 3-0      | 72   | 100  | 72.0 | 703   | 7.0  | 7    | 0    | 114.7 | 12      | 60      | 5.0     | 0       |
| 2023  | KC     | 4        | 4        | 4-0      | 104  | 149  | 69.8 | 1,051 | 7.1  | 6    | 1    | 100.3 | 23      | 141     | 6.1     | 0       |
| Total | Total  | 18       | 18       | 15-3     | 456  | 672  | 67.9 | 5,135 | 7.6  | 41   | 8    | 105.8 | 90      | 524     | 5.8     | 5       |

## Palmarès
| Equip(s) | Equip(s)           | Nacionals | Subtotal | Conferència            | Conferència | Subtotal | Total |
| -------- | ------------------ | --------- | -------- | ---------------------- | ----------- | -------- | ----- |
| Equip(s) | Equip(s)           | NFL SB    | Subtotal | AFC                    | NFC         | Subtotal | Total |
|          | Kansas City Chiefs |           | 3        | 2019, 2020, 2022, 2023 | -           | 4        | 7     |